# Liolaemus kolengh
Liolaemus kolengh — вид ігуаноподібних ящірок родини Liolaemidae. Мешкає в Аргентині і Чилі.

## Поширення і екологія
Liolaemus kolengh відомі з двох місцевостей, одна з яких розташована поблизу річки Себальйос в департаменті Лаго-Буенос-Айрес в аргентинській провінції Санта-Крус, а друга — в районі озера Хейнімені в чилійському регіоні Айсен. Вони живуть на сухих, холодних помірних луках, на висоті 1485 м над рівнем моря. Живляться комахами, є живородними.